# The Simpsons (sæson 12)
Den tolvte sæson af tv-serien The Simpsons blev første gang sendt i 2000 og 2001.

## Afsnit

### A Tale of Two Springfields
Tekst mangler, hjælp os med at skrive teksten